# غدر الصور
غدر الصور (بالفرنسية: La trahison des images)‏. هي رسمة للرسام السريالي البلجيكي رينيه ماغريت، رسمها عندما كان عمره 30 عاما. الصورة تظهر غليونا كُتب تحته «هذا ليس غليونا» (بالفرنسية: Ceci n'est pas une pipe)‏. فُسرت بمعنى أن الرسمة بنفسها ليست غليونا، بل هي مجرد صورة لغليون.

## وصلات خارجية
- تحليل لوحة غدر الصور - مدونة خرافة الفن